# Venta Icenorum

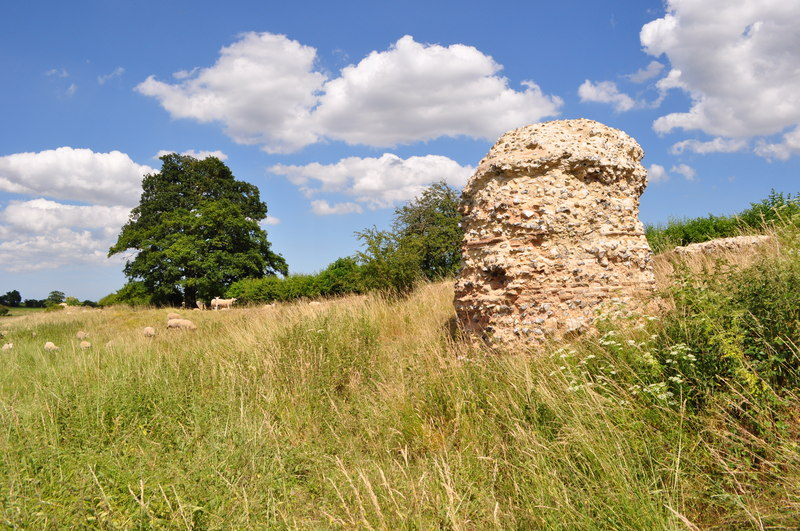
Overblijfselen van de verdedigingswerken in 2010

Venta Icenorum was in de Romeinse tijd de hoofdplaats (civitas) van de Iceni-stam. De plaats was gelegen nabij het hedendaagse Caistor St. Edmund in het Engelse graafschap Norfolk. De plaatsnaam betekent waarschijnlijk "marktstad van de Iceni".
Venta wordt genoemd door Ptolemaeus in zijn Geographia. Ook de 3e-eeuwse reisgids Itinerarium Antonini vermeldt de stad. In de Ravennatis Anonymi Cosmographia, samengesteld rond 700 n.Chr., wordt Venta nog genoemd.

## Geschiedenis
Over de stichtingsdatum van Venta bestaat geen duidelijkheid. De opgravingen die van 1926 tot 1935 werden gedaan, leidden tot de veronderstelling dat Venta in de jaren 70 van de 1e eeuw n.Chr. zou zijn gesticht als de Romeinse reactie op de opstand van koningin Boudica. Nieuw onderzoek in de 21e eeuw toonde echter aan dat hier geen afdoende bewijs voor bestond. Het zou aannemelijker zijn dat Venta ontstond aan het eind van de 1e eeuw, en dat het kenmerkende schaakbordpatroon zich pas in de eerste helft van de 2e eeuw langzaam ontwikkelde.
Venta was aanvankelijk niet ommuurd; pas in de 3e eeuw werd een stadsmuur gebouwd. Er waren tempels, badhuizen, een forum en een basilica. Ook was er een amfitheater.
In de 6e eeuw werd Venta nog bewoond. Uiteindelijk werd de stad verlaten in de 8e eeuw; Norwich nam de rol van regionaal centrum over.

## Herontdekking
De eerste die een verband legde tussen de ruïnes nabij Caistor en de plaatsnaam Venta Icenorum, was William Camden. In zijn brief uit 1579 aan de Vlaamse cartograaf Abraham Ortelius vertelde hij dat de ruïnes bij 'Caster' de restanten moesten zijn van Venta. Omdat de meesten echter van mening waren dat Norwich op de resten van Venta was gebouwd, kreeg de locatie bij Caistor weinig aandacht.
In 1928 was er sprake van een extreem droge zomer, waardoor het oude Romeinse stratenpatroon zichtbaar werd in de wijze waarop de gewassen groeiden. Een piloot van de RAF nam hier foto's van, die vervolgens in diverse tijdschriften werden gepubliceerd. Dit leidde tot dermate veel enthousiasme, dat de Norfolk and Norwich Archaeological Society besloot om over te gaan tot opgravingen. Nadat er voldoende geld was bijeengebracht, werden er van 1929 tot 1935 onder leiding van Donald Atkinson diverse opgravingen uitgevoerd, waarbij onder andere tempels, een forum, basilica, een badhuis en een stadspoort werden gevonden.
Vanaf 2006 vonden nieuwe onderzoekingen plaats.